# John Hensley
John Carter Hensley II, född 29 augusti 1977 i Hyden i Kentucky, är en amerikansk skådespelare, som förmodligen är mest känd för sin roll som Matt McNamara i den amerikanska TV-serien Nip/Tuck.

## Filmografi (urval)
- 2000 – Madigan Men (TV-serie) (tolv avsnitt)
- 2001 – Campfire Stories
- 2001–2002 – Witchblade (TV-serie) (19 avsnitt)
- 2003–2010 – Nip/Tuck (TV-serie) (100 avsnitt)
- 2004 – Peoples
- 2005 – Fifty Pills